# Navadni sirek
Navadni sirek (znanstveno ime Sorghum bicolor, včasih naveden tudi pod sinonimi Sorghum vulgare, Sorghum saccharatum idr.) je kulturna rastlina iz družine trav, ki jo človek goji za pridelavo zrnja, uporabnega kot hrana, za živalsko krmo in za proizvodnjo bioetanola. Izvira iz Afrike, zato je prilagojen na tople in sušne razmere; gojijo ga predvsem na tropskih in subtropskih območjih.

## Zgodovina in opis
Divji predniki sirka rastejo na južni strani Sahare, morda tudi v Jemnu. Arheološke raziskave te regije niso dovolj obsežne, da bi z gotovostjo določile čas in kraj začetka načrtne gojitve. V južnem Egiptu so našli ostanke divjega sirka, ki izhaja iz obdobja 800–600 pr. n. št., najstarejši gojeni sirek iz istega najdišča pa iz obdobja po letu 100 n. št. Najstarejša arheološka najdba gojenega sirka pa prihaja iz Indije in Pakistana iz drugega tisočletja pr. n. št., vendar tam ni divjega sirka. Ker je znanih več primerov, ko so se poljščine širile iz Afrike v Južno Azijo (Pennisetum glaucum (L.) R. Br., Vigna unguiculata (L.) Walp. in Lablab purpureus (L.)) se sklepa, da je bil sirek kljub vsemu udomačen v Afriki in se je kasneje razširil na vzhod.
S širitvijo islama med 8. in 13. stoletjem se je razširilo gojenje sirka na celoten Bližnji vzhod, Severno Afriko in Južno Evropo. Ime izhaja iz latinskega izraza Syricum (granum), torej sirsko zrno, od tod tudi italijanska beseda sorgo in znanstveno ime sorghum.
Je večinoma enoletna rastlina, ki zraste do višine 4 m. Na latastem socvetju, ki je dolgo 8–40 cm, so majhna zrna. Klaski ostanejo pritrjeni na vejicah lata tudi po tem, ko dozorijo.
Raste na območjih, ki so presuha za koruzo, suša v pozni fazi razvoja zavre rast listov, ne vpliva pa na cvetenje. Ima globok koreninski sistem in raste v zemlji s pH med 5 in 8,5, dozori v 120-ih dneh. Hektarski donos v Indiji in Afriki je med 300–2000 kg zrnja na ha, na namakanih poljih v ZDA in Avstraliji 4500–6500 kg/ha. V ZDA je sirek tretja najpomembnejša žitarica, v svetu pa je peta najpomembnejša. Zrnje ne vsebuje glutena, zato je primerno za ljudi s celiakijo.
Genom navadnega sirka je bil objavljen leta 2009.

## Uporaba
Sirek večinoma zelo dobro prenaša vročino in sušo, zato je ekonomsko najpomembnejši v suhih predelih Afrike in Srednje Amerike, kjer je pomemben vir hrane zlasti za reven sloj prebivalstva. Sirek se uporablja predvsem kot žito, krma, za izdelavo sirupa, melase in alkohola (sladki sirek), posušena stebla pa v gradbeništvu ter za izdelavo sirkovih metel in krtač.
Iz zrnja se v različnih delih sveta pripravlja kruh, kuskus, tortilje in druge izdelke iz moke. Zrnje je možno razpočiti po istem principu kot koruzo pokovko. Sirkov sirup se uporablja kot sladilo, lahko pa se iz njega vari tudi pivo in žgane pijače. V zadnjih desetletjih se sirek goji tudi za proizvodnjo bioetanola.

## Pridelava
Na svetovni ravni je sirek peto najpomembnejše žito, za koruzo, pšenico, rižem in sojo. Najpomembnejše pridelovalke so Mehika, Nigerija, ZDA, Indija, in Argentina.
Pridelava sirka v Sloveniji je zanemarljiva, Statistični urad RS jo vodi skupaj s še nekaterimi drugimi žiti in tudi skupaj z njimi komaj preseže 200 ha. Gojijo ga predvsem v toplejših predelih, občasno pa se pojavlja tudi podivjano na ruderalnih rastiščih.
| Največje pridelovalke sirka (2012) (v tisoč tonah) | Največje pridelovalke sirka (2012) (v tisoč tonah) |
| -------------------------------------------------- | -------------------------------------------------- |
| Mehika                                             | 6970                                               |
| Nigerija                                           | 6900                                               |
| ZDA                                                | 6272                                               |
| Indija                                             | 6010                                               |
| Argentina                                          | 5200                                               |
| Etiopija                                           | 3951                                               |
| Avstralija                                         | 2239                                               |
| Brazilija                                          | 2004                                               |
| Skupaj svet                                        | 60102                                              |
| Vir: FAO                                           |                                                    |